# Bevilacqua (cognome)
Bevilacqua è un cognome italiano.
È diffuso largamente in tutta Italia, Sardegna e Valle d'Aosta escluse. Evidentemente composto dall'unione delle parole bevi e acqua fu usato sin dal medioevo soprattutto come soprannome, anche se alcuni rami potrebbero derivare da dei toponimi in cui si è riversato il cognome (vedi quelli delle province di Ferrara, Verona, Bologna). Da ricordare anche la nobile famiglia dei Bevilacqua, originaria di Ala (TN) e nota a Verona presso gli Scaligeri.
La etimologia del cognome è di mestiere: i "bevilacqua", nome di modo ironico, erano fin dall'inizio della storia medievale e forse ancora prima, coloro che, nel processo di fluitazione del legno, curavano la tratta da monte alle chiuse, seguendo i tronchi lungo il corso d'acqua ove venivano gettati per giungere a valle, e scendendo in acqua per disincagliarli quando si fermavano. Altra etimologia sempre ironica e di mestiere, ma sicuramente molto più tarda, deriva dal taglio di legno, pietra o altro a getto d'acqua, i cui operatori si trovavano a essere sistematicamte bagnati.
Portano questo cognome:
- lo scrittore Alberto Bevilacqua (1934 – 2013)
- il regista Andrea Bevilacqua (1953 – vivente)
- il cardinale statunitense Anthony Joseph Bevilacqua (1923 – 2012)
- l'atleta Antonella Bevilacqua (1971 – vivente)
- il ciclista Antonio Bevilacqua (1918 – 1972)
- il cardinale Bonifazio Bevilacqua Aldobrandini (1571 – 1627)
- il cantante francese Daniel Bevilacqua (1945 – vivente)
- la politica Cristina Bevilacqua (1962 - vivente)
- il politico Francesco Bevilacqua (1944 – vivente)
- il pittore Giovanni Carlo Bevilacqua (1775 – 1849)
- l'attrice Giulia Bevilacqua (1979 – vivente)
- il cardinale Giulio Bevilacqua (1881 – 1965)
- l'autore e conduttore televisivo Osvaldo Bevilacqua (1940 – vivente)
- lo storico Piero Bevilacqua (1944 – vivente)

Vodopivec:
- Numerosi Bevilacqua della provincia di Trieste sono originariamente "Vodopivec" (letteralmente "Bevilacqua" in sloveno), il cui cognome è stato italianizzato negli anni del ventennio fascista.